# Nipponotrophon scitulus
Nipponotrophon scitulus är en snäckart som först beskrevs av Dall 1891.  Nipponotrophon scitulus ingår i släktet Nipponotrophon och familjen purpursnäckor. Inga underarter finns listade i Catalogue of Life.